# Linyuan (köpinghuvudort i Kina, Heilongjiang Sheng, lat 46,31, long 124,71)
Linyuan (kinesiska: 林源, 林源镇) är en köpinghuvudort i Kina. Den ligger i provinsen Heilongjiang, i den nordöstra delen av landet, omkring 160 kilometer nordväst om provinshuvudstaden Harbin. Antalet invånare är 15 672. Befolkningen består av 7 721 kvinnor och 7 951 män. Barn under 15 år utgör 14,0 %, vuxna 15-64 år 79 %, och äldre över 65 år 6,0 %.
Runt Linyuan är det tätbefolkat, med 356 invånare per kvadratkilometer. Närmaste större samhälle är Honggang, 17,0 km nordost om Linyuan. Trakten runt Linyuan består till största delen av jordbruksmark.
Genomsnittlig årsnederbörd är 717 millimeter. Den regnigaste månaden är juli, med i genomsnitt 204 mm nederbörd, och den torraste är januari, med 5 mm nederbörd.